# Maravilla (métro de Los Angeles)
Maravilla est une station du métro de Los Angeles desservie par les rames de la ligne E et située dans la census-designated place d'East Los Angeles en Californie.

## Localisation
Station du métro de Los Angeles située en surface, Maravilla est située sur la ligne L près de l'intersection de East 3rd Street et de South Ford Boulevard à East Los Angeles, au sud-est de Downtown Los Angeles. L'Interstate 710 est située tout juste à l'ouest de la station.

## Histoire
Maravilla est mise en service le 15 novembre 2009 lors de la première phase d'extension de la ligne L.

## Service

### Accueil

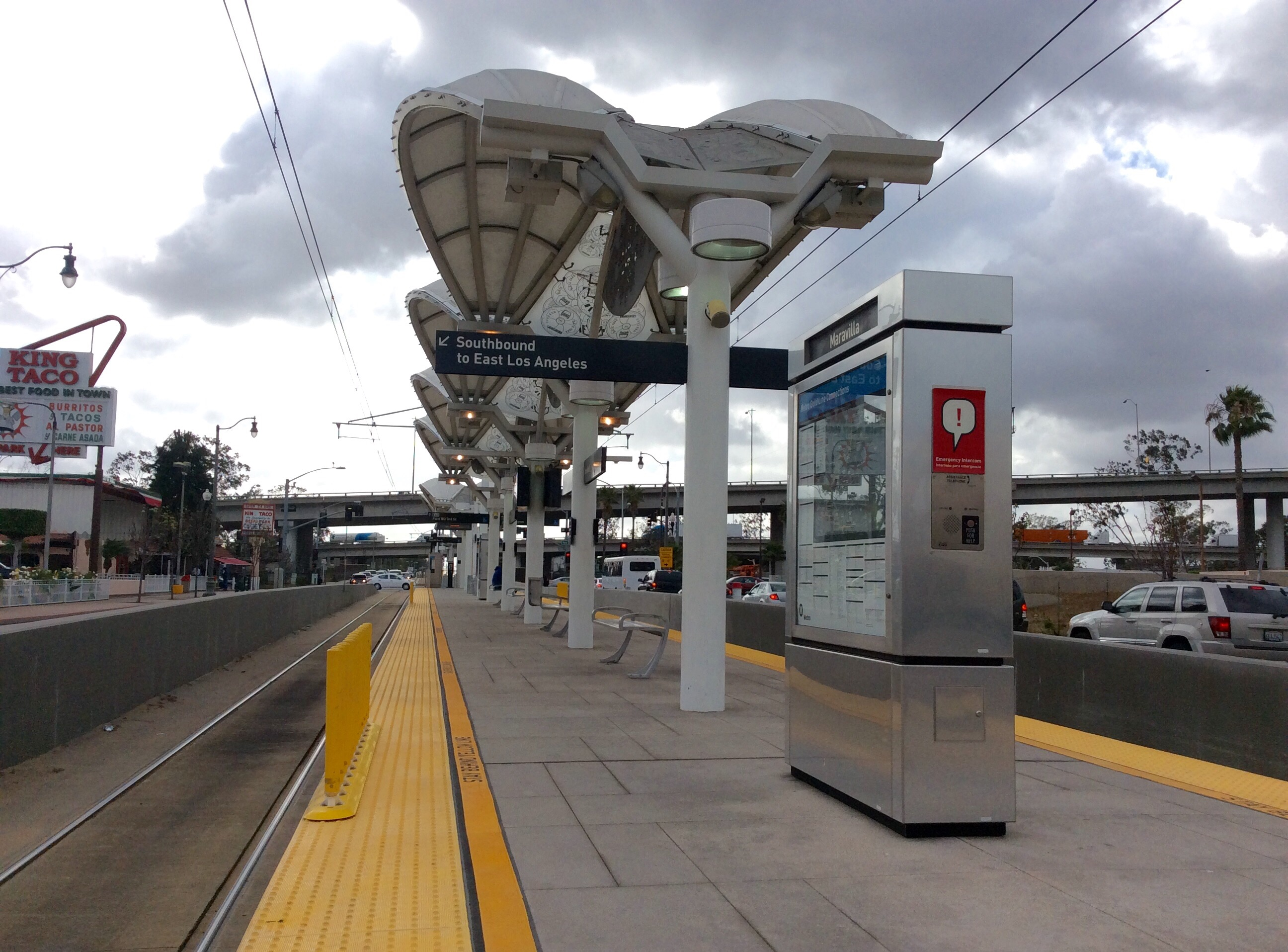
Une vue de la plateforme de la station Maravilla.
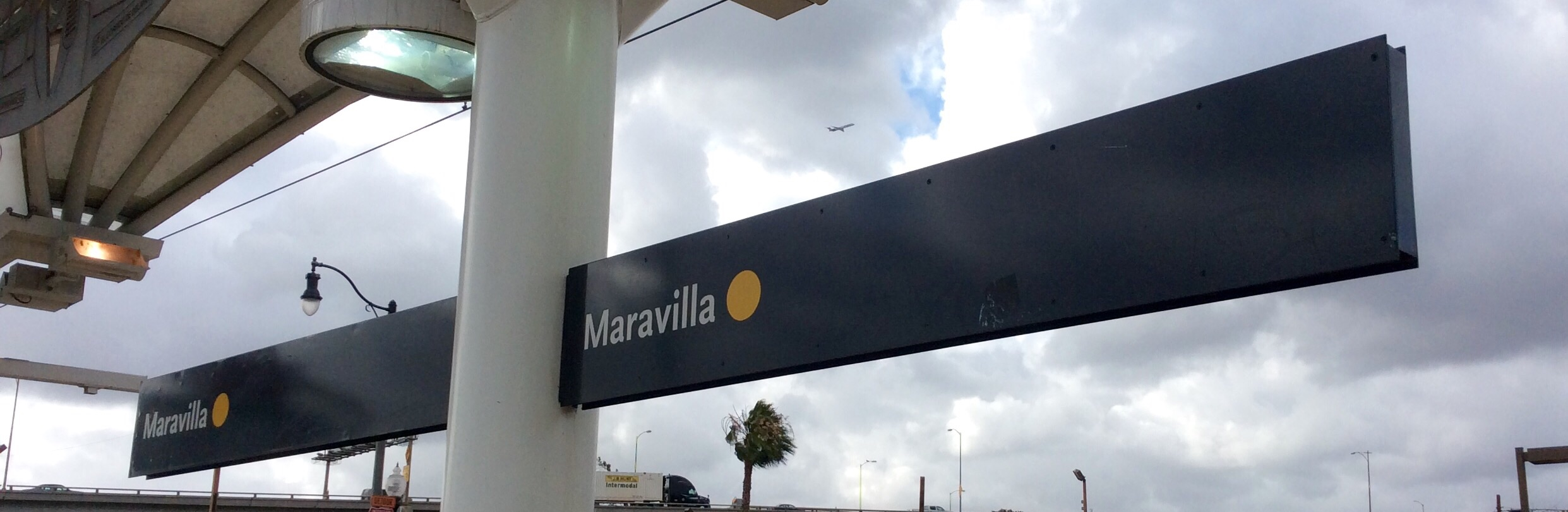
Signalétique.

### Desserte
La station dessert un secteur à dominance résidentielle et commerciale d'East Los Angeles.

### Intermodalité
La station est desservie par la ligne d'autobus 256 de Metro et la ligne 40 de Montebello Bus Lines (en).

## Architecture et œuvres d'art
La station abrite une œuvre de l'artiste Jose Lopez nommée Maravilla Hearts of Token, qui est constituée de panneaux d'aluminium basés sur la technique de papel picado et qui rappellent des images de la communauté de Boyle Heights. Une sculpture formant les lettres «TO» est située à l'extrémité ouest de la station évoque le célèbre panneau hollywoodien et se veut constituer un point de repère dans le secteur.